# Clarksville (Ohio)
Clarksville is een plaats (village) in de Amerikaanse staat Ohio, en valt bestuurlijk gezien onder Clinton County.

## Demografie
Bij de volkstelling in 2000 werd het aantal inwoners vastgesteld op 497. In 2006 is het aantal inwoners door het United States Census Bureau geschat op 501, een stijging van 4 (0,8%).

## Geografie
Volgens het United States Census Bureau beslaat de plaats een oppervlakte van 1,3 km², geheel bestaande uit land. Clarksville ligt op ongeveer 278 m boven zeeniveau.

## Plaatsen in de nabije omgeving
De onderstaande figuur toont nabijgelegen plaatsen in een straal van 16 km rond Clarksville.